# Bruno Manser – La voix de la forêt tropicale
Pour plus de détails, voir Fiche technique et Distribution.
Bruno Manser – La voix de la forêt tropicale (en allemand Bruno Manser – Die Stimme des Regenwaldes) est un long métrage suisse réalisé par Niklaus Hilber, sorti le 18 décembre 2019. Il raconte l'histoire de l'activiste écologiste suisse Bruno Manser.

## Production
Le film produit par Niklaus Hilber a un budget de six millions de francs suisses.

## Synopsis
Le film raconte l'histoire de Bruno Manser qui se rend à Bornéo en 1984 et apprend la survie dans la jungle avec les Penan. L'avenir des populations autochtones est menacé par la déforestation et Bruno Manser mène les Penan dans une lutte contre les acteurs de l'industrie du bois et le gouvernement malaisien.

## Distribution
- Sven Schelker : Bruno Manser
- Charlotte Heinimann (de) : Ida Manser
- Daniel Ludwig : Erich Manser
- Matthew Crowley : Carter-Long
- Elizabeth Ballang : Ubung
- Nick Kelesau : Along Sega
- Benjamin Mathis (de) : Roger Graf

## Récompense
En 2019, le film ouvre le Festival du film de Zurich et y obtient le Science Film Award.